# Shunning
Shunning je výraz pro stranění se, omezení či úplné vyloučení sociálního kontaktu s osobou. Tento termín je užíván v psychologii a vědách o náboženství. Vykládá se jako vyhýbání se, oddělování se či stranění se. V Cambridge Dictionary se uvádí význam ignorovat, stranit se, ignorovat pro jeho náboženské přesvědčení.
Některá (nejen) nová náboženská hnutí mají vypracovaná pravidla či vnitřní kodexy pro takovéto jednání s bývalými členy, jde například o některé ultraortodoxní Židy nebo amiše, christadelfiány, uzavřené bratry (tzv. darbisty), některá společenství učednického hnutí, společenství Gottfrieda Holice a možná další, v neposlední řadě Svědky Jehovovy. Dle jejich oficiálních stránek se v anglicky mluvícím prostředí používá pro vyloučení termín expelling. U samotných Svědků Jehovových se jejich přístup stal v České republice i předmětem projednávání v otázce jejich případné deregistrace.
Ve scientologickém hnutí se užívá termín disconnecting.

## Odborný výzkum
Problematice se systematicky věnovala tematická řada studií v českém religionistickém portálu Náboženský infoservis. Protože se opírala zejména o případy z prostředí Svědků Jehovových, Náboženská společnost Svědkové Jehovovi zaslala i vlastní vyjádření.

## Ve filmové kultuře
Americký režisér Michael Landon jr. natočil roku 2011 dramatický film The Shunning z prostředí amišů.